# Jan Sienkiewicz
Jan Sienkiewicz (lit. Jan Senkevič; * 10. Januar 1956 in Virbiniškiai, Rajongemeinde Vilnius) ist ein litauischer Politiker polnischer Herkunft.

## Leben
Nach dem Abitur absolvierte Sienkiewicz 1978 das Diplomstudium der Anglistik und Germanistik am Institut der Fremdsprachen in Minsk (Weißrussische Sozialistische Sowjetrepublik). Von 1978 bis 1979 arbeitete er als Lehrer im Rajon Aschmjany. Von 1979 bis 1989 war Sienkiewicz in der Tageszeitung „Czerwony Sztandar“ („Kurier Wileński“), als Korrespondent und Abteilungsleiter, von 1989 bis 1997 im polnischen „Magazyn Wileński“ als Verleger tätig.
Von 1995 bis 1997, von 2000 bis 2003 war Sienkiewicz Mitglied im Rat der Stadtgemeinde Vilnius und 1997 im Rat der Rajongemeinde Šalčininkai, von 1996 bis 2000 Mitglied im Seimas.
Ab 1988 war Sienkiewicz Mitglied der Lietuvos lenkų sąjunga, ab 1994 der Lietuvos lenkų rinkimų akcija.

## Quelle
- Leben

| Personendaten    | Personendaten                              |
| ---------------- | ------------------------------------------ |
| NAME             | Sienkiewicz, Jan                           |
| ALTERNATIVNAMEN  | Senkevič, Jan                              |
| KURZBESCHREIBUNG | litauischer Politiker, Mitglied des Seimas |
| GEBURTSDATUM     | 10. Januar 1956                            |
| GEBURTSORT       | Virbiniškiai, Rajongemeinde Vilnius        |